# Сирола, Юрьё Элиас
Ю́рьё Э́лиас Си́рола (фин. Yrjö Elias Sirola, настоящее имя Юрье Элиас Сирен швед. Sirén использовал до 1896 года, в Советской России — Юрий Карлович Сирола, 8 ноября 1876, Пийккиё, Великое княжество Финляндское — 18 марта 1936, Москва, СССР) — финский писатель и политик, начинал учителем народной школы. Один из основателей Коммунистической партии Финляндии.

## Биография
Родился в семье финского пастора-писателя и дочери виноторговца. Получил домашнее начальное образование, обучался в Выборгском классическом лицее. В 1896 году поступил в Гельсингфорсский университет.
Работал журналистом в «Народной газете» (фин. Kansan Lehti) с 1904 по 1906 и газете «Рабочий» (фин. Työmies) с 1906. Написал многочисленные книги, особенно труды о обществе и политике. Перевёл труды Августа Стринберга и Карла Каутского на финский язык. Активно участвовал в развитии системы рабочих школ и просвещения.
С 1903 до 1918 член Социал-демократической партии Финляндии. Народный депутат от партии в 1907—1909 и в 1917 в финский сейм. Принадлежал к левому крылу партии. В 1905—1906 секретарь СДПФ. В 1909—1911 член Правления и сопредседатель СДПФ. В 1910—1913 годах работал в США.
Во время гражданской войны в Финляндии в 1918 уполномоченный по иностранным делам Народного Совета Финляндии. После поражения красных в гражданской войне бежал в Советскую Россию. Член ЦК Коммунистической партии Финляндии. В 1921—22, 1928—36 член Интернациональной контрольной комиссии Коминтерна.
С 1929 года — нарком просвещения Автономной Карельской ССР, с 1934 года входил в состав Карельского обкома ВКП (б).
Умер в Москве от инсульта в 1936. Похоронен в Хельсинки на кладбище Малми в квартале 23-9-123 рядом с братской могилой руководителей КПФ.
В его честь назван фонд Юрьё Сирола, который содержал в 1946—1994 годы народный университет, также названный в его честь в Хяменлинна, усадьбу Ванаянлинна. Фонд действует и в настоящее время, несмотря на роспуск университета.

## Киновоплощение
- 1975 — «Доверие». В роли Юрьё Сиролы — Ярно Хииллоскорпи

## Личная жизнь
В 1903 году женился на Аманде (Манди) Сундель (Amanda (Mandi) Sofia Sundell).
В 1930-х годах женился на Дисе Милановой (урождённой Энгестрём; 1893—1970).